# Ivan Kabický
Ivan Kabický (* 6. června 1962 Praha) je český politik a učitel, v letech 2010 až 2013 náměstek primátora hlavního města Prahy, v letech 2006 až 2011 a opět v letech 2013 až 2018 starosta městské části Praha 18. V minulosti býval člen ODS, později nezávislý a nestraník za TOP 09.

## Život a politické působení
Povoláním je učitel, jenž vystudoval na Univerzitě Karlově.
Od roku 2013 je starostou městské části Prahy 18, tuto funkci zastával již předtím v letech 2006 - 2011. Od roku 2010 zastával také pozici náměstka pražského primátora pro oblast zdravotnictví, výstavnictví a volného času. V květnu 2013 na tento post (stejně jako na post radního v pražském zastupitelstvu) rezignoval. Kabického dcera Andrea bojovala ve finále soutěže krásy Česká Miss 2011. Titul však nezískala (vítězkou se stala Jitka Nováčková).
V komunálních volbách v roce 2014 obhájil post zastupitele Městské části Praha 18, když jím vedená kandidátka ODS volby v městské části vyhrála. Dne 20. listopadu 2014 byl zvolen starostou městské části pro další funkční období.
V březnu 2015 vystoupil z ODS. Ve funkci předsedy ODS v Letňanech ho vystřídal Milan Čmelík.